# Versigny (Aisne)
Versigny is een gemeente in het Franse departement Aisne (regio Hauts-de-France) en telt 443 inwoners (2004). De plaats maakt deel uit van het arrondissement Laon.

## Geografie
De oppervlakte van Versigny bedraagt 12,8 km², de bevolkingsdichtheid is 34,6 inwoners per km².

## Verkeer en vervoer
In de gemeente ligt spoorwegstation Versigny.
De onderstaande kaart toont de ligging van Versigny (Aisne) met de belangrijkste infrastructuur en aangrenzende gemeenten.

## Demografie
Onderstaande figuur toont het verloop van het inwonertal (bron: INSEE-tellingen).
Vanwege een beveiligingsprobleem met de MediaWiki Graph-software is het momenteel niet mogelijk deze grafiek weer te geven. Zodra de software is bijgewerkt zal de grafiek vanzelf weer zichtbaar worden.